# Les Chemins de fer
Les Chemins de fer est une comédie-vaudeville en 5 actes d'Eugène Labiche, Alfred Delacour et Adolphe Choler représentée pour la 1re fois à Paris au Théâtre du Palais-Royal le 25 novembre 1867.
Le texte a paru aux éditions Dentu.

## Distribution
| Acteurs et actrices ayant créé les rôles       |                   |
| Personnage                                     | Acteur ou actrice |
| Ginginet                                       | Geoffroy          |
| Tapiou                                         | Hyacinthe         |
| Bernardon                                      | M. Pellerin       |
| Jules Mésanges                                 | Gil-Pérès         |
| Lucien Faillard                                | Priston           |
| Courtevoil                                     | Luguet            |
| Colombe, cuisinière                            | Lassouche         |
| Premier chef de gare à Paris                   | M. Ferdinand      |
| Deuxième chef de gare                          | M. Gaston         |
| Troisième chef de gare, station de Croupenbach | M. Gobin          |
| Un chef de buffet                              | M. Vollet         |
| Un photographe                                 | M. Maillard       |
| Clémence, femme de Ginginet                    | Mme Gervais       |
| Miss Jenny, jeune Anglaise, nièce de Ginginet  | Miss Bruce        |
| Pauline                                        | Mme Damis         |
| Une nourrice                                   | Mme Hortense      |
| Une bonne                                      | Mme Gayet         |
| Une demoiselle de comptoir                     | Mme Carpentier    |